# Henryk Plantagenet (1267–1274)
Henryk Plantagenet (ur. 13 lipca 1267 w zamku Windsor, zm. 14 października 1274 w Merton w hrabstwie Surrey) – królewicz angielski z dynastii Plantagenetów, następca tronu Anglii w latach 1272–1274, syn króla Edwarda I Długonogiego i Eleonory, córki króla Kastylii Ferdynanda III Świętego.
W momencie narodzin Henryka na angielskim tronie zasiadał jego dziadek, król Henryk III. Następcą tronu był ojciec Henryka, książę Edward. W linii sukcesji przed Henrykiem był jeszcze jego o rok starszy brat Jan. W 1270 r. książę Edward wyruszył na wyprawę krzyżową. Pieczę nad Janem i Henrykiem powierzył swojemu stryjowi, Ryszardowi, hrabiemu Kornwalii. Jan zmarł 3 sierpnia 1271 r. co uczyniło Henryka drugim w linii sukcesji do angielskiego tronu.
Król Henryk III zmarł w 1272 r. i książę Edward został królem. Henryk, jako jego najstarszy żyjący syn, został następcą tronu. Nigdy jednak na tronie tym nie zasiadł. Zmarł z przyczyn naturalnych 14 października 1274 r. i został pochowany w Opactwie Westminsterskim. Następcą tronu został jego młodszy brat, Alfons.